# Maurice Dormann
Pour les articles homonymes, voir Dormann.
Maurice Dormann, né le 20 avril 1881 à Étréchy (Seine-et-Oise) et mort le 17 décembre 1947 à Paris 16e (Seine), est un homme politique français.

## Biographie

### Carrière professionnelle
Ouvrier typographe, il devient en 1905 directeur de l'imprimerie et du journal le Réveil d'Etampes. Blessé et mutilé aux jambes en 1916 à Douaumont, il s'investit beaucoup, après guerre, auprès des mutilés de guerre.

### Parcours politique
Conseiller général du canton de Méréville, il est député Radical indépendant de Seine-et-Oise de 1928 à 1936 et sénateur de Seine-et-Oise de 1936 à 1940.
Il est ministre des Pensions du 23 décembre 1930 au 27 janvier 1931 dans le gouvernement Théodore Steeg.

## Famille
Le 29 mai 1930 à Paris 7e, il épouse Alice Marguerite Geoffroy. Il est le père de la romancière Geneviève Dormann (1933-2015).

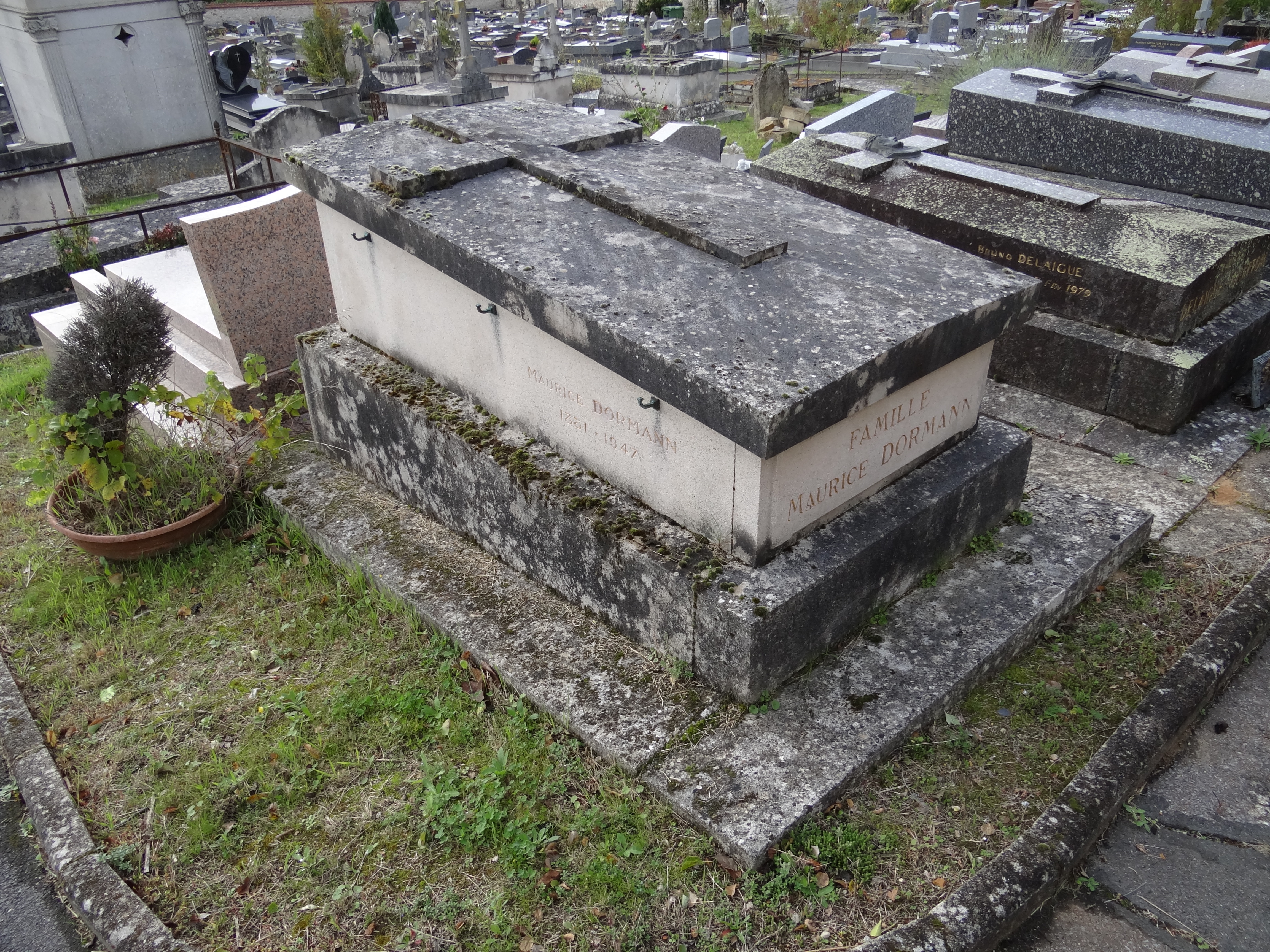
La tombe de Maurice Dormann au cimetière d'Étréchy (Essonne).

Sa famille demeure à Paris au 33 rue Claude-Lorrain[réf. nécessaire].

## Distinctions
- Officier d'académie
- Croix de guerre 1914-1918
- Commandeur de la Légion d'honneur (1932)

## Sources
- « Maurice Dormann », dans le Dictionnaire des parlementaires français (1889-1940), sous la direction de Jean Jolly, PUF, 1960 [détail de l’édition]